# Seuca, Mureș
Seuca (în maghiară Szőkefalva, în germană Dunkeldorf) este un sat în comuna Gănești din județul Mureș, Transilvania, România.

## Localizare

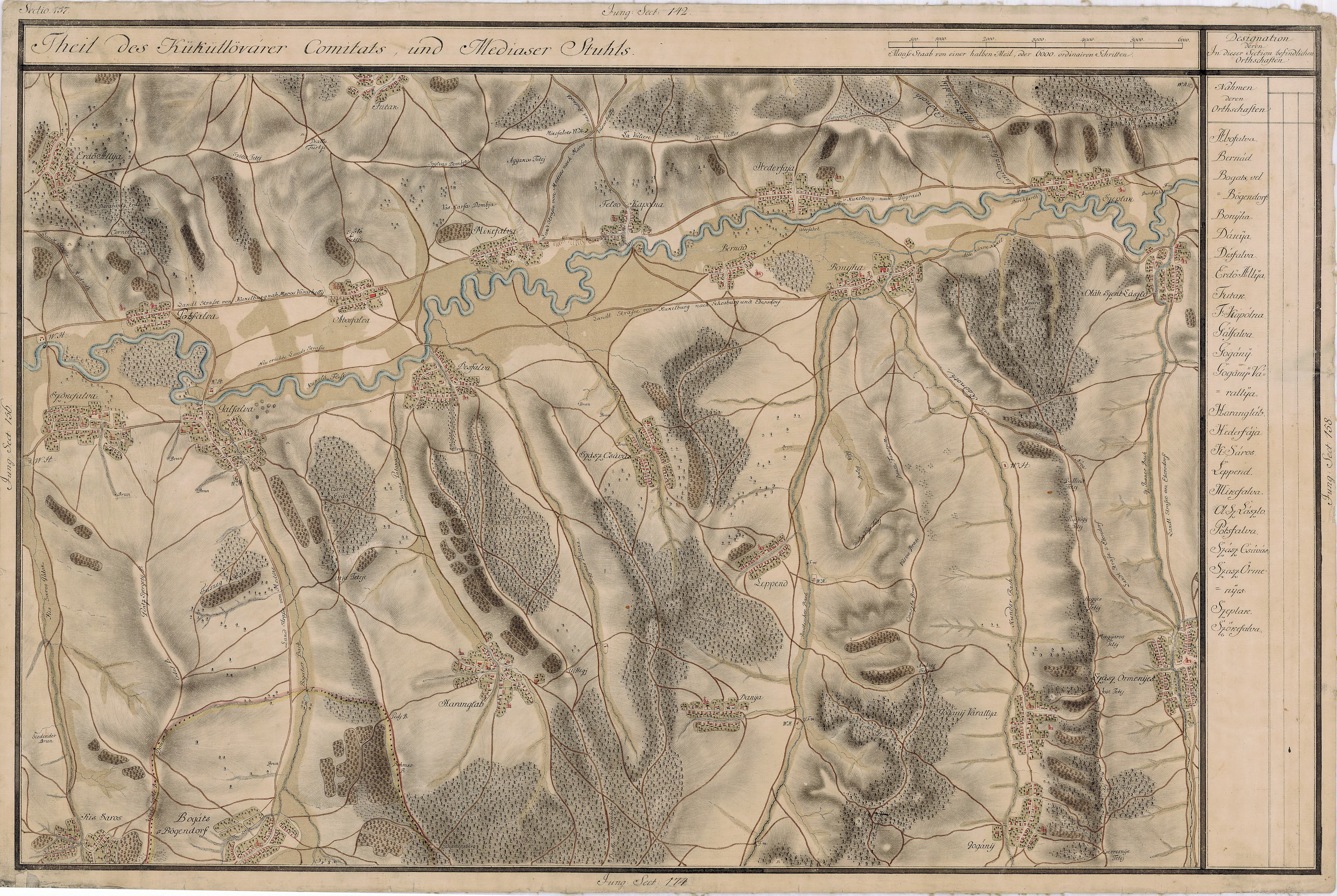
Seuca în Harta Iosefină a Transilvaniei, 1769-73

Seuca se întinde pe râul Târnava Mică. Aici se poate ajunge pe DJ142 Târnăveni - Bălăușeri, Seuca fiind la 3 km est de Târnăveni. Localitatea este racordată la rețeaua feroviară din anul 1896, odată cu darea în folosință a Căii ferate Blaj–Praid.

## Populație
Evoluția demografica a localității din anul 1850:
- 1850 - 654 locuitori din care 151 români, 455 maghiari și 48 rromi
- 1930 - 1.026 locuitori din care 145 români, 846 maghiari, 1 german, 6 evrei și 27 romi
- 1966 - 1.445 locuitori din care 392 români, 994 maghiari, 28 germani și 31 romi

După această dată satul este anexat comunei Gănești și, din 1968, este inclus în satul Gănești. Din 2006, a devenit din nou sat de sine stătător, component al comunei Gănești.
Conform Recensământului din 2022 localitatea avea 1.003 locuitori. 

## Monumente
- Castelul Rhédei-Rothenthal din Seuca
- Biserica romano–catolică „Sfântul Ioan Botezătorul” din Seuca

## Galerie de imagini

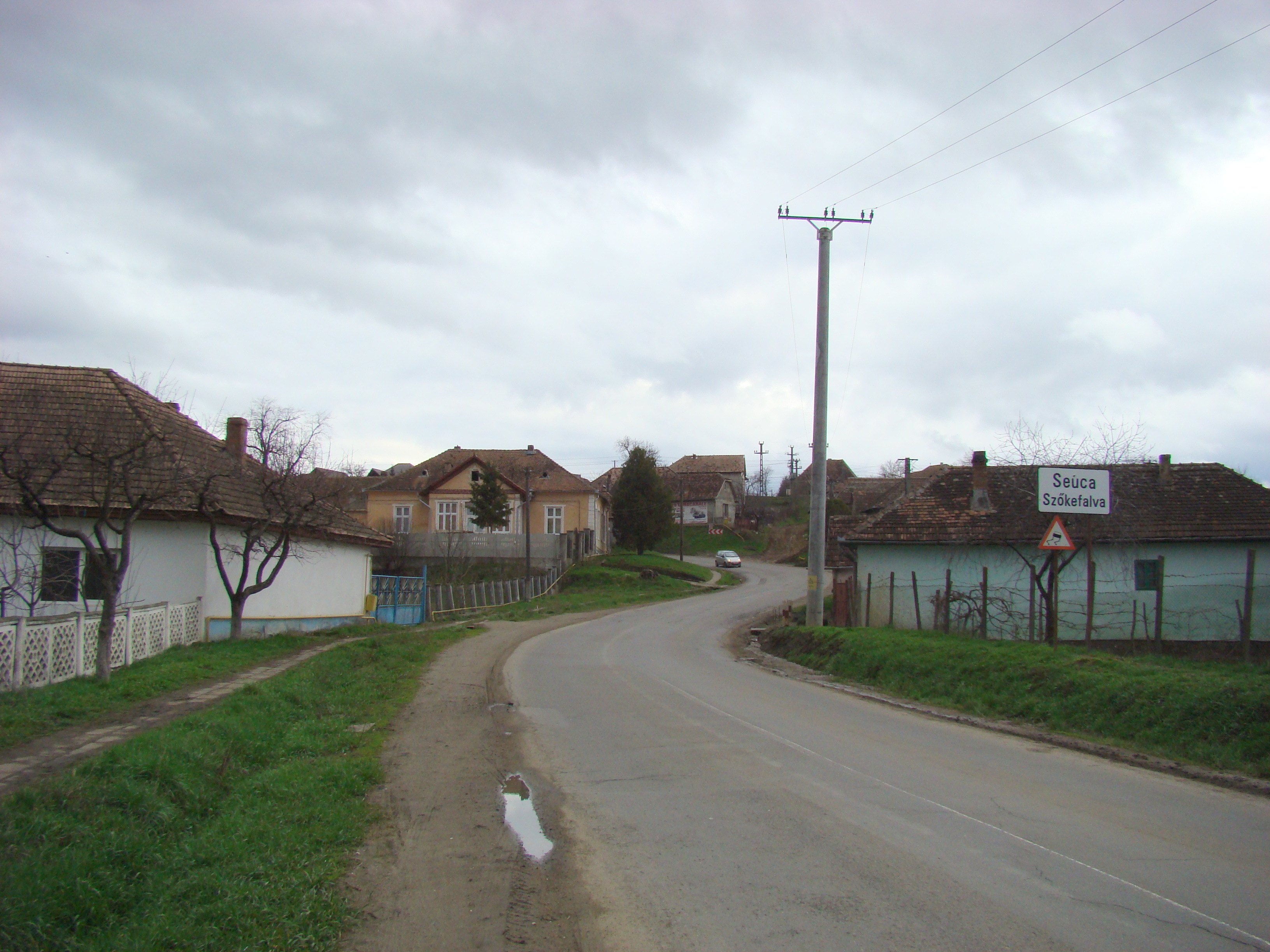
Intrarea în localitate
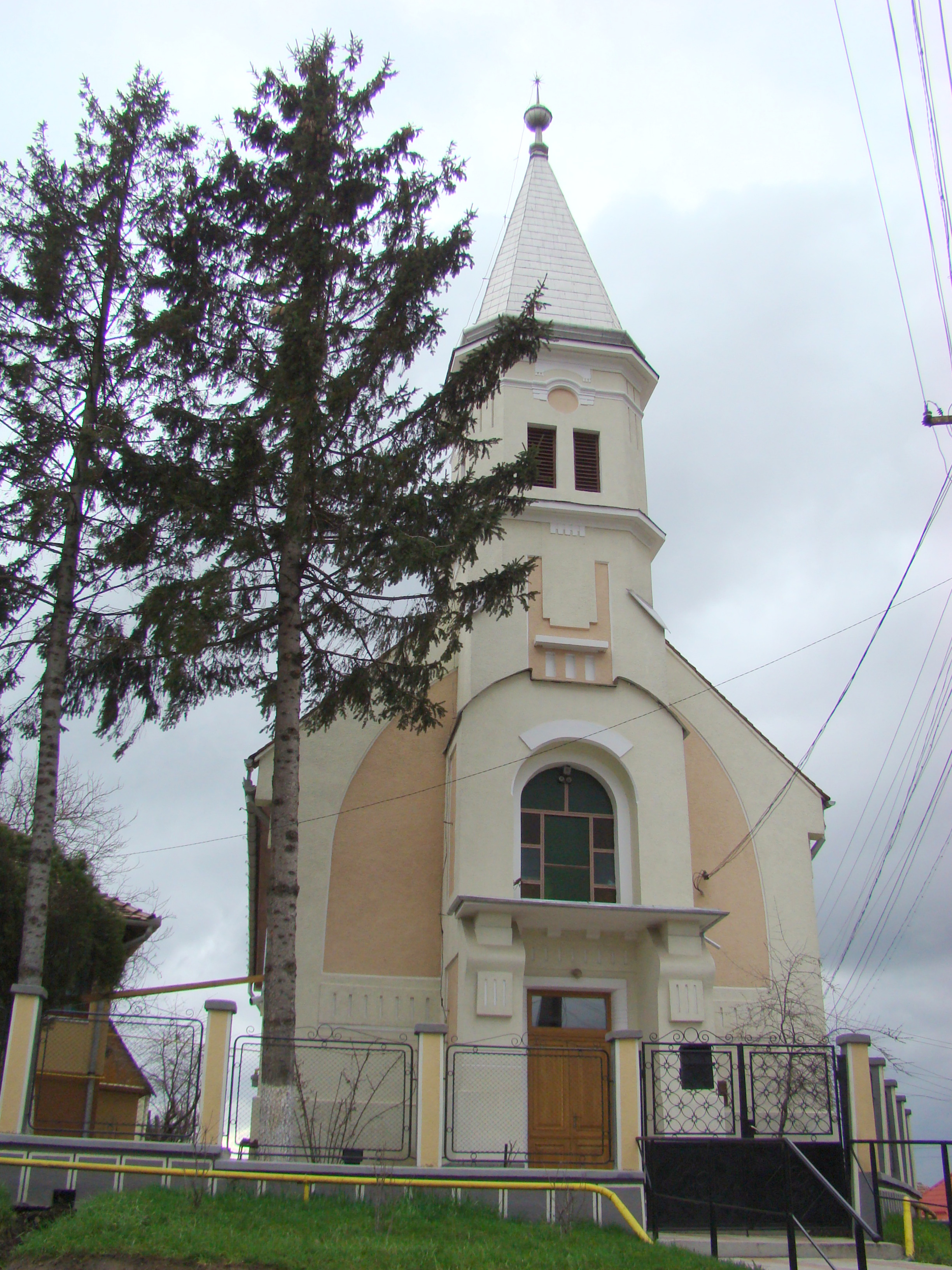
Biserica reformată
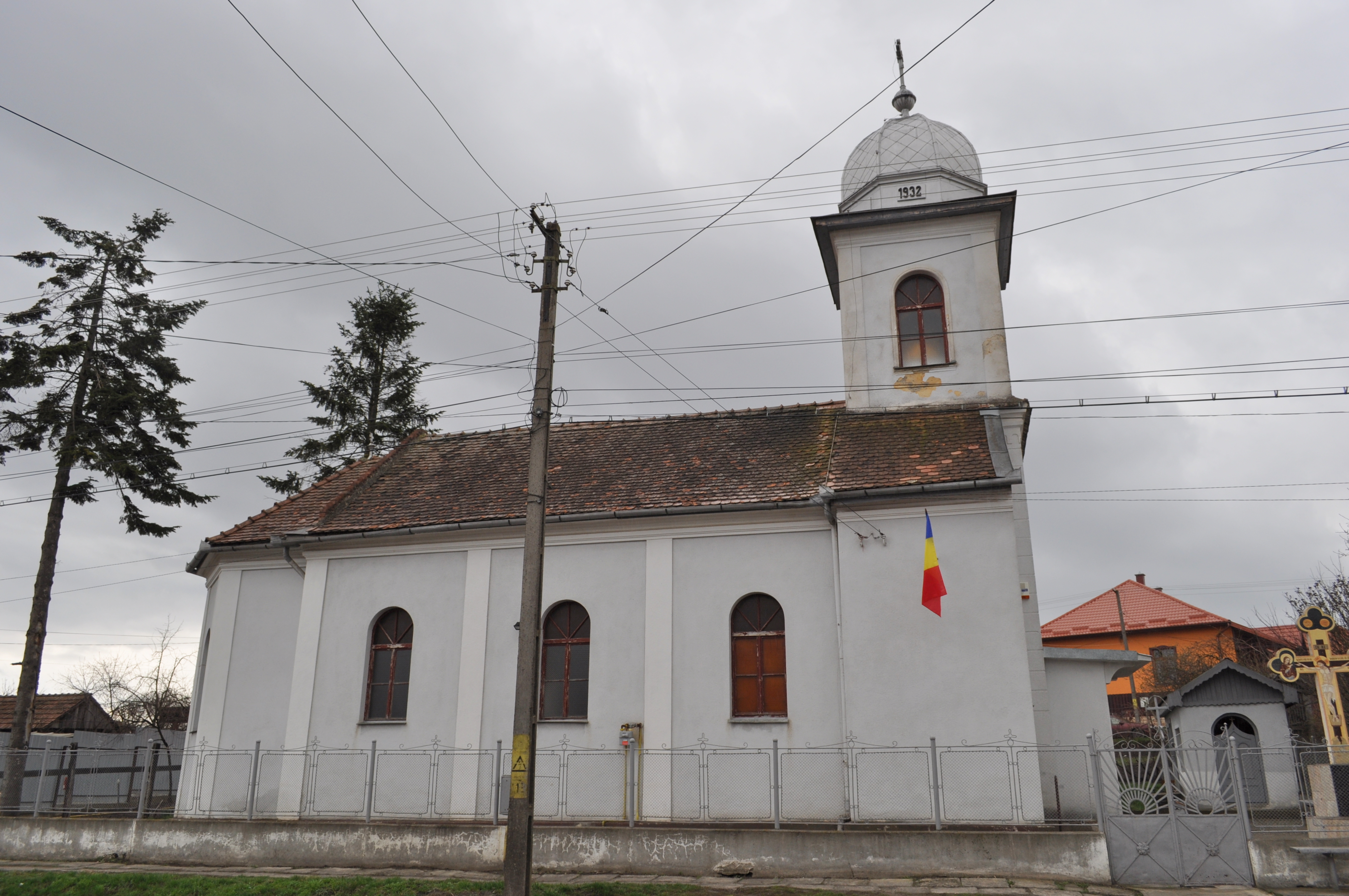
Biserica greco-catolică (1932), din 1948 ortodoxă
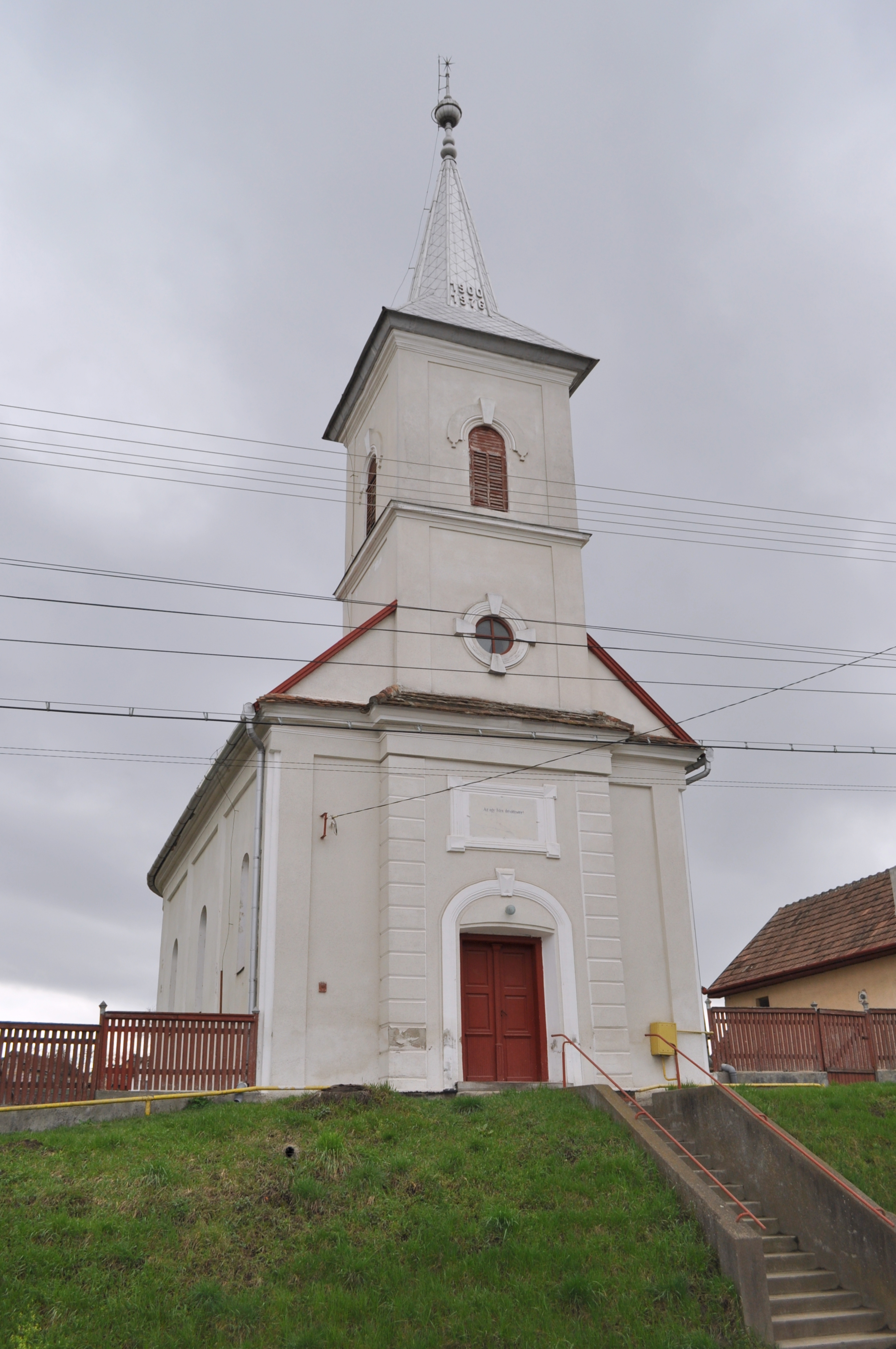
Biserica unitariană (1883)
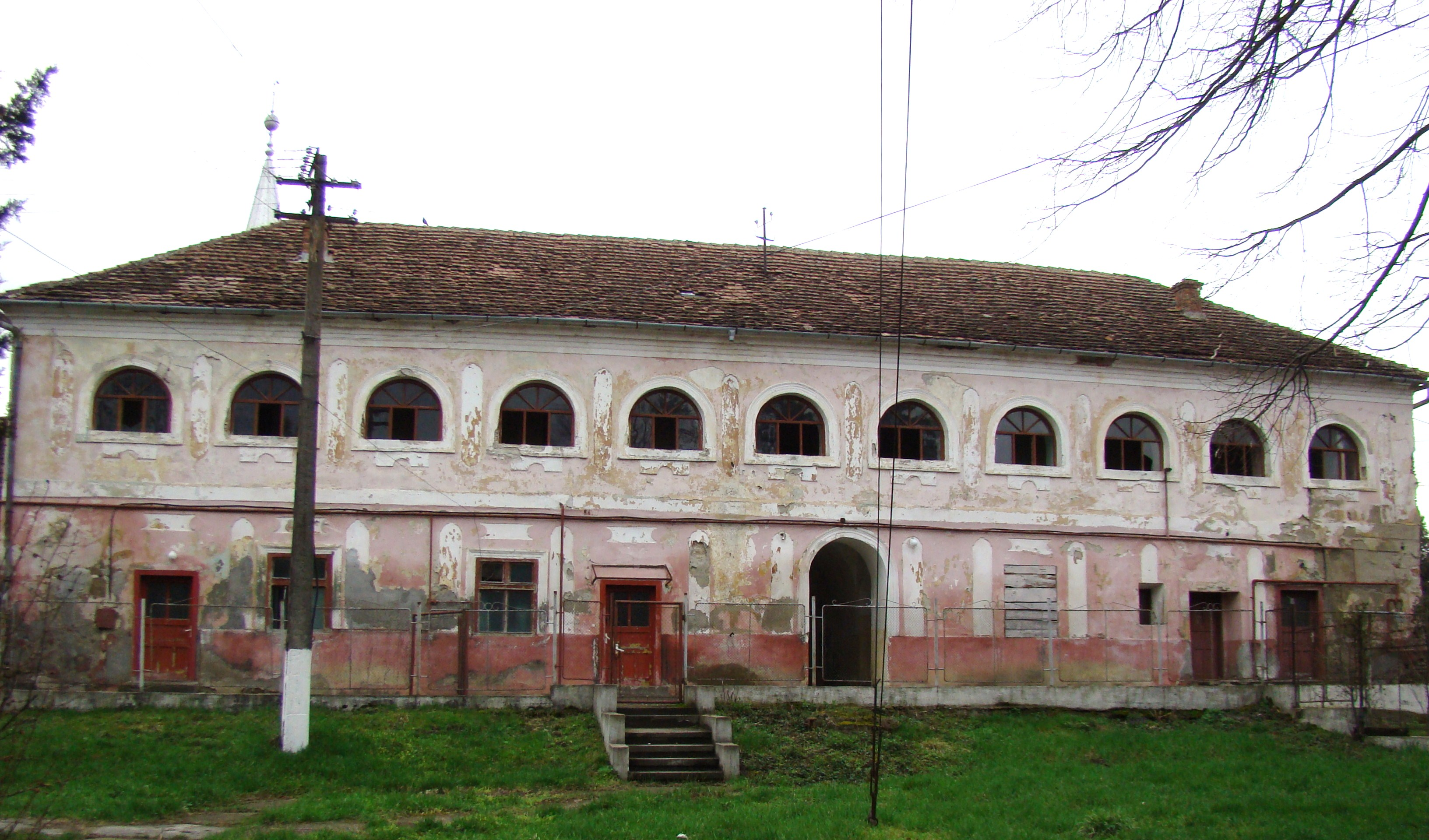
Castelul Rhédei-Rothenthal, Corpul B
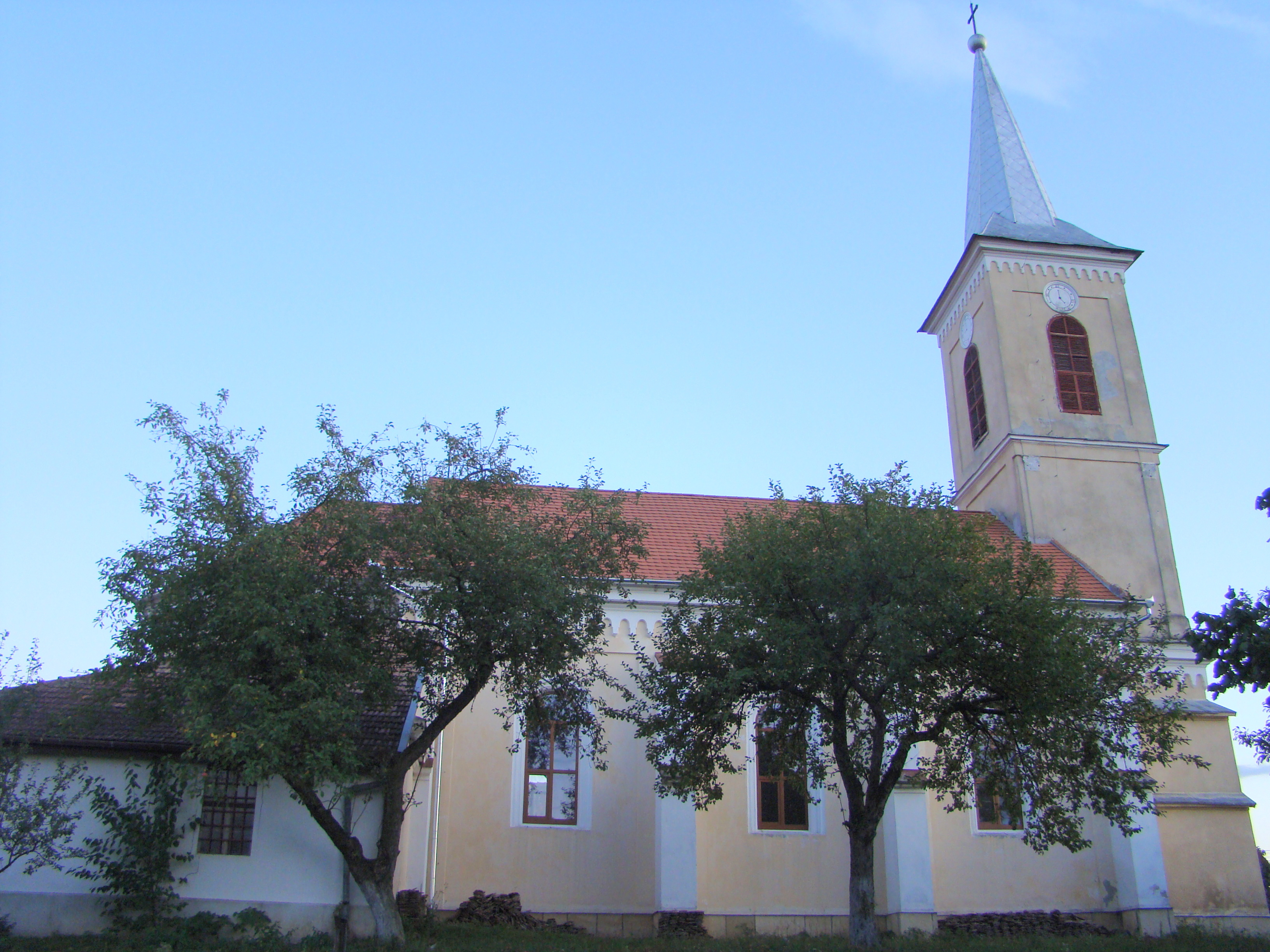
Biserica romano-catolică „Sfântul Ioan Botezătorul” (1806)
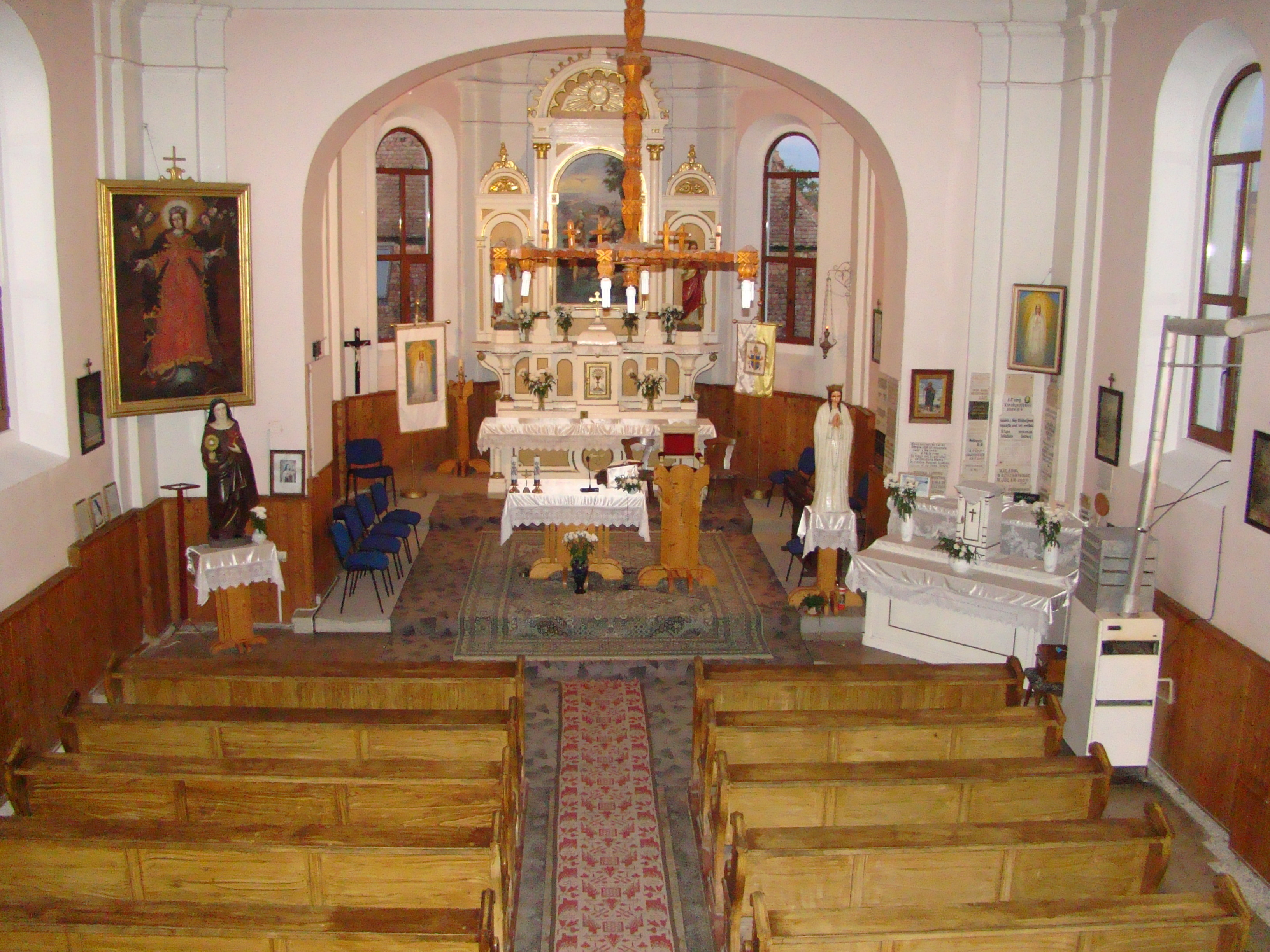
Biserica romano-catolică „Sfântul Ioan Botezătorul” (monument istoric)